# Phyllanthus verdickii
Phyllanthus verdickii là một loài thực vật có hoa trong họ Diệp hạ châu. Loài này được De Wild. miêu tả khoa học đầu tiên năm 1906.